# Expert Opinion on Drug Delivery
Expert Opinion on Drug Delivery, abgekürzt Expert Opin. Drug Deliv., ist eine wissenschaftliche Fachzeitschrift, die vom Taylor & Francis-Verlag veröffentlicht wird. Derzeit erscheint die Zeitschrift mit zwölf Ausgaben im Jahr. Es werden Übersichtsarbeiten zur Arzneimittelfreisetzung veröffentlicht.
Der Impact Factor lag im Jahr 2014 bei 4,84. Nach der Statistik des ISI Web of Knowledge wird das Journal mit diesem Impact Factor in der Kategorie Pharmakologie und Pharmazie an 25. Stelle von 254 Zeitschriften geführt.